# Chassalia ternifolia
Chassalia ternifolia är en måreväxtart som först beskrevs av John Gilbert Baker, och fick sitt nu gällande namn av Cornelis Eliza Bertus Bremekamp. Chassalia ternifolia ingår i släktet Chassalia och familjen måreväxter.
Artens utbredningsområde är Madagaskar. Inga underarter finns listade i Catalogue of Life.